# Клаич, Братолюб
Братолюб Клаич (хорв. Bratoljub Klaić; 27 июля 1909, Бизовац, Осиецко-Бараньская жупания — 2 марта 1983, Загреб) — хорватский лингвист и преподаватель.

## Биография
Братолюб Клаич родился в посёлке Бизовац на востоке Хорватии. Среднее образование получил в одной из загребских гимназий, после чего поступил на Философский факультет Загребского университета, где изучал немецкий, чешский и языки югославских народов. После получения диплома в 1932 году, Клаич некоторое время работал преподавателем в учебных заведениях по всей Хорватии, пока не осел в Загребе, где в 1941 году новое правительство предложило ему должность в Государственном языковом бюро. В стенах бюро Клаич занимался реформами хорватского языка, направленных на его возвращение в состояние до вмешательств времён диктатуры Александра I Карагеоргиевича. Результатом его работы стала публикация Клаичем двух трудов по письменности и правописанию хорватского языка.
Помимо этого, Клаич в годы войны защитил докторскую диссертацию по теме «Бизовацкий диалект» (хорв. Bizovačko narječje), в которой он обозначил отличия диалекта жителей своего родного посёлка от других наречий Валповштины. После Второй мировой войны Клаич вернулся к преподавательской деятельности. В 1950 году ему предложили должность профессора хорватского языка в Академии театрального и киноискусства, которую он занимал вплоть до своего ухода на пенсию в 1980 году.